# Momčadi prvaka: NK Dinamo
Građanski(6): 

1923.
Vrđuka, Schiffer, Mesić, Vragović, Kinert, Mantler, Bažant, Pasinek, Rupec, Petrška, Götz, Ferderber, Pavleković, Babić
Trener: Arthur Gaskel 

1926.
Mihelčič, D. Babić, Rupec, Ivančić, Perška, Mantler, Cindrić, Giler, Rudolf Hitrec, Remec, N. Babić, Urbanke
Trener: Josef Brandstatter 

1928.
Mihelčič, Cindrić, D. Babić, Gmajnički, Perška, Stanković, Rajković, Gumhalter, Kralj, Remec, Kovačić, Mihaljević, Mekić
Trener: Imre Poszonyi 

1937.
Urch, Jazbinšek, Hügl, Kovačević, Kokotović, Đanić, Lešnik, Antolković, Pleše, Medarić
Trener: Marton Bukovi 

1940.
Urch, Brozović, Jazbinšek, Cimermančić, Đanić, Belošević, Lešnik, Antolković, Matekalo, Žalant, Kokotović
Trener: Marton Bukovi 

1943.
Glaser, Brozović, Antolković, Cimermančić, Dubac, Lešnik, Jazbinšek, Wölfl, Pleše, Lechner, Kokotović
Trener: Marton Bukovi 

Dinamo(12): 

1948.
Arneri, Cimermančić, Pukšec, Željko Čajkovski, Jazbinšek, Benko, Jurić, Kacian, Wölfl, Horvat, Pleše
Trener: Karl Mütsch 

1954.
Majerović, Čonč, Crnković, Osojnak, I. Horvat, Kralj, Dvornić, Strnad, Ž. Čajkovski, Banožić, Benko, Cizarić, Ferković, Lipošinović, Kukec, Šikić, Režek, Mantula
Trener: Ivan Jazbinšek 

1958.
Irović, Režek, Košćak, Lipošinović, Šikić, Hmelina, Matuš, Benko, Šantek, Jerković, Crnković
Trener: Gustav Lechner 

1982.
Ivković, Vlak, Bošnjak, Kurtela, Stipić, Ćalasan, Panić, Cerin, Hohnjec, Cvetković, Krnčević, H. Dragičević, E. Dragičević, Braun, Bračun, Dumbović, Hadžić, Bručić, Kranjčar, Zajec, Deverić, Mlinarić, Mustedanagić
Trener: Miroslav Blažević 

1993.
Ladić, Ibrahimović, Turković, Panadić, Ištvanić, Lesjak, Stanić, Mamić, Pakasin, Vlaović, Cvitanović, Gašpar, Adžić, Škrinjar, Halilović, Marić, Kosić, Peternac
Trener: Miroslav Blažević 

1996.
Ladić, Ibrahimović, Mladinić, A. Petrović, Mamić, Soldo, Krznar, Tomas, D. Šimić, Turković, Jeličić, Mlinarić, Gašpar, Marić, Kosić, Slišković, I. Cvitanović, Viduka, Kovačić, J. Šimić, Golubica
Trener: Zlatko Kranjčar 

1997.
Ladić, A. Dautbegović, Ibrahimović, D. Šimić, Mladinić, A. Petrović, Jurčić, Galić, Marić, Krznar, Štefulj, Rukavina, M. Cvitanović, Šarić, Slišković, I. Cvitanović, Viduka, Mujčin, Kovačić, Kosić, Gašpar
Trener: Otto Barić 

1998.
Ladić, Butina, Ibrahimović, Mladinić, M. Cvitanović, Bišćan, Tomas, Jurčić, Krznar, Jeličić, Jurić, Prosinečki, Gašpar, D. Šimić, Šarić, Marić, Mujčin, Šabić, Rukavina, Viduka, V. Petrović, Šokota, Jurčec, J. Šimić, Munoz
Trener: Zlatko Kranjčar 

1999.
Ladić, Bišćan, Šokota, Štefulj, Jurić, Sedloski, Mujčin, Prosinečki, Jurčić, Banović, Šimić, Tokić, Rukavina, Šabić, Tomas, Mikić, Kozniku, Mikulenas, Cvitanović
Trener: Ilija Lončarević 

2000.
Ladić, Butina, Vasilj, Šimić, Pavlović, Bišćan, Sedloski, Jurić, M. Cvitanović, Tokić, Tomas, Abramović, Pilipović, Šabić, Bazina, Krznar, Šarić, Jurčić, Mikić, I. Cvitanović, Šokota, Mujčin, Prosinečki, Rukavina, Jeličić, Kozniku, Mikulenas
Trener: Marijan Vlak 

2003.
Butina, Jozić, Cesar, Poldrugač, D. Smoje, Krivić, Drpić, Sedloski, Čale, Ćosić, Polovanec, Tomić, Krznar, Papa, Mujčin, Agić, Čutura, Janjetović, M. Jurić, Mikić, S. Marić, Balaban, Zahora, Mitu, Mešanović, Olić, Dragičević, N. Kranjčar
Trener: Miroslav Blažević 

2006.
Lončarić, Turina, Šarlija, Carlos, Drpić, Čale, Buljat, Etto, Ćorluka, Tomić, Bošnjak, Modrić, Chago, Šarić, Vukojević, Marić, Mamić, Junior, Anderson Costa, Eduardo da Silva, Zahora Trener: Josip Kuže  